# 宜江大學籌設案

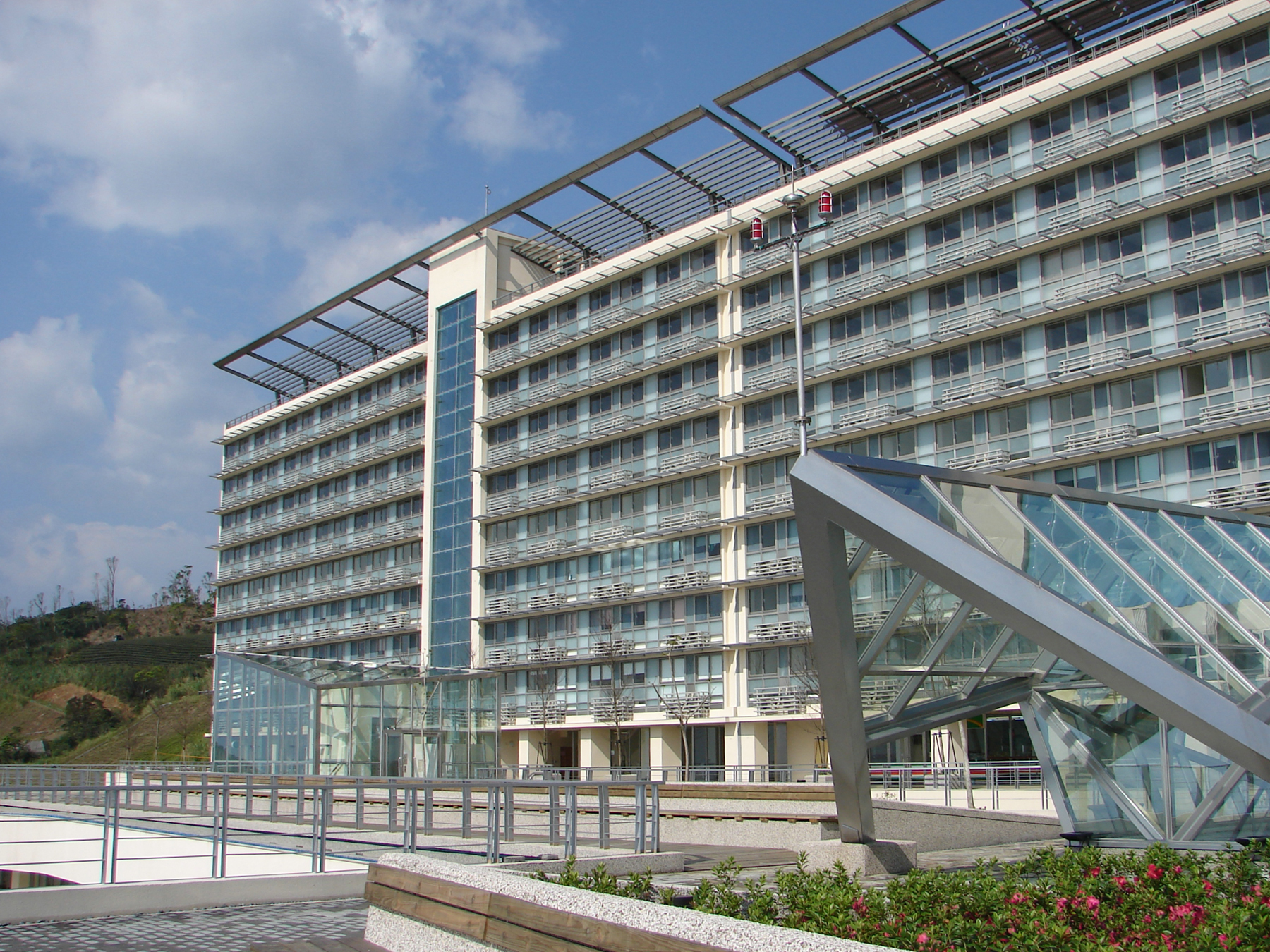
淡江大學蘭陽校園

宜江大學籌設案，是1990年代臺灣民間興學計畫，簡稱宜江案。由淡江大學相關經營者推動，唯山坡地開發之法令規定日益嚴格，計畫延宕多年。最後該案改為淡江大學蘭陽校園，並於2005年招收第一批學生。

## 宜江籌設案
1985年，俞國華內閣回應臺灣民意對高等教育改革的呼聲，由教育部頒布《開放私校籌設要點》，允許民間籌設新學校。民間人士在政府倡導和社會樂見的氛圍下積極興學，民辦學校於1980年代末紛紛成立。淡江大學經營者張建邦有意在故鄉宜蘭縣興學，但受到當時法令限制私立學校不能設立分校，乃取「宜蘭的淡江大學」之意，稱為「宜江大學」。
1989年，以淡江大學董事長張建邦為首的八位發起人組成了宜江大學工學院籌備處，並於1990年3月向教育部申請籌設，以「宜江工學院」申請設校。但由於宜江大學在山坡地設校是臺灣首例，主管機關均慎重處理，至1995年環評才獲通過。經過五年，部分發起人無法繳納原先認捐的建校基金，建校資金發生困難，宜江大學籌備處乃決議將此案由淡江大學接辦，由淡江大學收購宜江的預定地。

## 併入淡江大學
1995年，教育部長郭為藩獲知淡江大學將接辦宜江籌設案，教育部便頒布私立大學可在外縣市設立分校的法令，解除私校不能在外縣市設分校的法令限制。淡江大學乃於1997年成立蘭陽校園籌備委員會，重新向教育部申請設立分部，宜江案遂成為淡江大學的蘭陽校園，並於2005年開始招生。
2019年12月，淡江大學釋出消息，自110學年（2021年8月1日）起，原先位於蘭陽校園的全球發展學院4個系所回到淡水校本部辦學，蘭陽校園將轉型作為中學教育、長照或在職教育等用途。